# Intendencia de Tarma
La Intendencia de Tarma fue el nombre con que informalmente se conoció a la provincia de Tarma, una de las divisiones territoriales de la Corona española en el Virreinato del Perú. El gobernador intendente de Tarma tenía competencia en las materias de justicia (subordinado a la Real Audiencia de Lima), hacienda (asuntos fiscales y de gastos públicos, subordinado al virrey del Perú), guerra (subordinado al virrey) y policía (fomento de la economía). Eclesiásticamente la provincia formaba parte de la Arquidiócesis de Lima. Fue creada en 1784 y subsistió hasta 1824, año en que desapareció el virreinato del Perú y pasó a constituir el departamento de Tarma (llamado luego departamento de Junín) dentro de la República del Perú. 
Los subdelegados partidarios tenían las mismas atribuciones que el gobernador intendente dentro de su jurisdicción.

## Antecedentes
Cuando el virrey Francisco Álvarez de Toledo el 22 de diciembre de 1574 reorganizó los corregimientos de indios (o de naturales), que habían sido creados por el gobernador Lope García de Castro en 1565, dispuso que los corregimientos de Huaylas, Jauja, y Cajatambo dependieran directamente de Lima, mientras que los de Conchucos, Huamalíes, y Tarma y Chinchaicocha, dependieran del corregimiento de Huánuco. Todos en el distrito de la Real Audiencia de Lima y en la jurisdicción de la Caja Real de Lima. El rey se reservó el nombramiento de los corregidores de Tarma y de Huaylas, siendo nombrados por el virrey los demás.

## La intendencia
Los corregimientos fueron suprimidos en 1784, por el rey Carlos III y reemplazados por las intendencias. El sistema de intendencias fue establecido en el Virreinato del Perú mediante la orden real de 5 de agosto de 1783, siendo aplicada la Real Ordenanza de Intendentes del 28 de enero de 1782.
En el territorio del arzobispado de Lima se crearon las intendencias de Lima y de Tarma. La intendencia de Tarma se conformó con los corregimientos de Tarma, Huaylas, Jauja, Cajatambo, Conchucos, Huamalíes y Huánuco.
El primer intendente de Tarma fue el coronel Juan María Gálvez, quien asumió en 1784, nombrado por el virrey a propuesta del visitador general Jorge Escobedo y Alarcón y aprobado por el rey el 24 de enero de 1785.
El partido de Panataguas fue creado en 1793, el partido de Chavín de Pariaca creado posiblemente en 1809.

## Guerra de independencia
A principios de noviembre de 1820, durante la guerra por la independencia que llevaba adelante el general José de San Martín, la población de la ciudad de Tarma apoyó al general Juan Antonio Álvarez de Arenales quien perseguía a las tropas realistas en su retirada hacia los Andes. El 25 de noviembre, el general Álvarez de Arenales ingresó a Tarma, siendo recibido con júbilo por la ciudad y el 28 de noviembre en Cabildo Abierto en la Plaza Mayor. Los tarmeños lanzaron el primer grito de independencia, firmando el acta los vecinos más notables de la ciudad, publicándose al día siguiente, el bando que daba a conocer este hecho. 
Álvarez de Arenales refrendó el nombramiento de Gobernador Intendente Político y Militar a Francisco de Paula Otero, quedando las milicias de Tarma, Jauja y Huancayo a la orden del Intendente de Tarma.
Este Grito de independencia de Tarma, fue de mucha importancia, porque los realistas no lograron reconquistar la ciudad como sucedía en otros pueblos y porque servía de base de operaciones para los guerrilleros del Centro, por estos motivos Tarma fue nombrada como "Ciudad Predilecta".
Por Decreto del 24 de noviembre de 1820 José de San Martín concedió a los tarmeños el uso de un escudo de plata en el brazo izquierdo con la inscripción "A LOS CONSTANTES PATRIOTAS DE TARMA".

## Fin de la intendencia
Establecido el Protectorado, el 12 de febrero de 1821 José de San Martín dictó un Reglamento Provisional, disponiendo la creación del Departamento de Tarma y del Departamento de Huaylas:

1. El territorio que actualmente se halla bajo la protección del ejército libertador, se dividirá en cuatro departamentos, comprehendidos en estos términos: (...) los de Tarma, Jauja, Huancayo y Pasco; forman el Departamento de Tarma: los de Huaylas, Cajatambo, Conchucos, Huamalies y Huánuco; formarán el Departamento de Huaylas: (...)

2. En cada sección de estas, habrá un presidente de departamento: la residencia de los dos primeros, será en Trujillo, y Tarma; la del tercero en Huaráz, y la del cuarto en Huaura.

Se nombró como presidente del departamento de Tarma, al coronel Francisco de Paula Otero.
Un decreto del 4 de noviembre de 1823 fusionó los departamentos de Tarma y de Huaylas, creando el departamento de Huánuco.
Simón Bolívar por Decreto Ley del 13 de septiembre de 1825 dio a este departamento el nombre de Junín, como homenaje a la batalla ganada al ejército español en estas zonas que pertenecían en ese momento a la circunscripción tarmeña.

## Intendentes
- Juan María Gálvez (1784-1793)
- Francisco Suárez de Castilla (1793-1795)
- Ramón de Urrutia y Las Casas (1796-1809)
- José González de Prada (1809-1820)
- Dionisio Vizcarra (1820-1821)

## Partidos

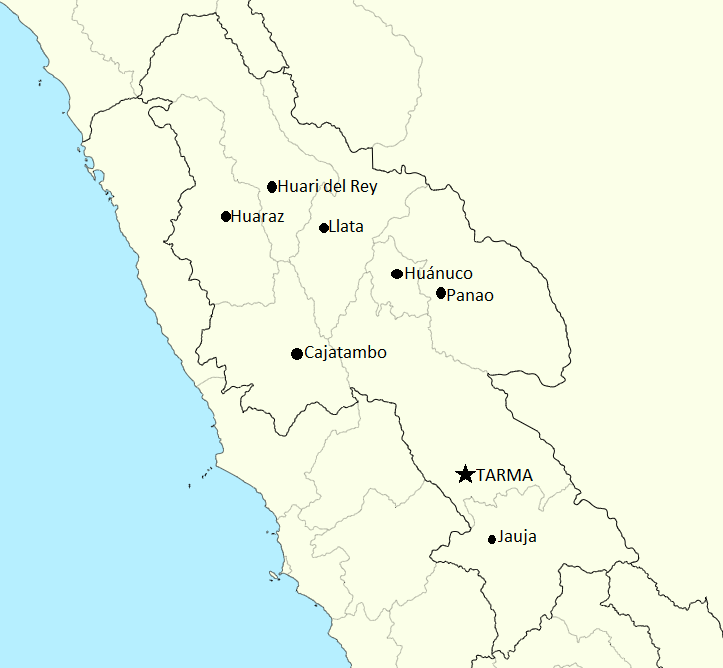
Ubicación de los pueblos cabecera de los partidos de la intendencia de Tarma.

Las siete intendencias originales del virreinato peruano se dividieron en 55 partidos, los cuales comprendían 483 doctrinas o parroquias y 977 anexos. La distribución por intendencia era la siguiente: Lima 9 partidos, Trujillo 7, Arequipa 8, Tarma 8, Huancavelica 4, Huamanga 7 y Cuzco 11.
| N° | Partido    | Cabeza                          |
| -- | ---------- | ------------------------------- |
| 1  | Cajatambo  | Cajatambo                       |
| 2  | Conchucos  | Santo Domingo de Huari del Rey  |
| 3  | Huánuco    | León de Huánuco                 |
| 4  | Huamalíes  | Llata                           |
| 5  | Huaylas    | San Sebastián de Huaraz         |
| 6  | Jauja      | Jauja                           |
| 7  | Panataguas | Panao                           |
| 8  | Tarma      | Santa Ana de la Ribera de Tarma |